# 張賢妃
賢妃張氏（けんひ ちょうし、? - 紹興12年2月6日（1142年3月22日））は、南宋の高宗の妃嬪。孝宗の養母。

## 生涯
開封府の人。南宋以前の経歴については不明である。高宗が即位すると、才人に封ぜられた。建炎4年（1130年）、婕妤に進んだ。高宗は実子の元懿太子趙旉が早世したため、遠縁に当たる幼い趙瑗（後の孝宗）らを養子とし、妃嬪らに紹介して、養母を選ぼうとした。この時、潘賢妃（元懿太子の母）は実子を亡くした悲しみが癒えず、無関心な態度でいた。張婕妤が手招きをすると、趙瑗はひょろひょろと張婕妤の元へ行った。
紹興10年（1140年）、張氏は婉儀に進んだ。紹興12年2月6日（1142年3月22日）、薨去した。賢妃の位を贈られた。

## 伝記資料
- 『宋史』
- 『宋会要輯稿』
- 『婉儀張氏贈賢妃制』
- 『建炎以来朝野雑記』